# Luka Marin
Luka Marin (Osijek, 16. ožujka 1998.) hrvatski je nogometaš koji igra na poziciji lijevog beka. Trenutačno igra za Mladost Ždralove. 